# 萨尔瓦多-达斯米松伊斯
萨尔瓦多-达斯米松伊斯是巴西南大河州的一个市镇。总面积94.044平方公里，总人口2615人，人口密度27.8人/平方公里。